# Клан Скін

Герб вождів клану Скін.

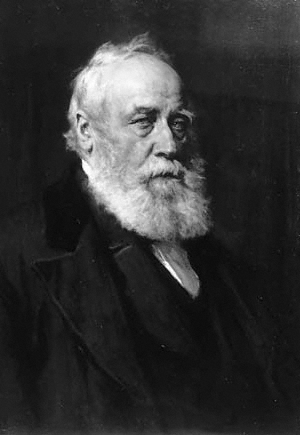
Вільям Форбс Скін (1809—1892) — відомий історик.

Клан Скін (англ. — Clan Skene, гельск. — MacSgian) — клан МакСгіан — один з кланів рівнинної частини Шотландії — Лоулендсу.
Гасло клану: Virtutis regia merces — Палац нагорода хоробрих (лат.)
Землі клану: Абердиншир
Вождь клану: Данус Джордж Монкріфф Скін
Історична резиденція вождів клану: Замок Скін

## Історія клану Скін

### Походження клану Скін
У Шотландії існує історична традиція щодо походження клану Скін — переказ про походження клану Скін згадується в легенді про клан Робертсон і датується XI століттям. Згідно з цією легендою молодший син вождя клану Робертсон на ім'я Страун (гельск. — Straun) врятував життя короля Шотландії, захистивши його від вовків за допомогою зброї, яку в Шотландії називали тоді скін-дув (гельск. — Sgian-dubh). За це він був нагороджений землями, які він назвав на честь своєї зброї Сгіан-дув. Після цього клан прийняв назву земель і став називатися МакСгіан. Пізніше ця назва перетворилася в англійський варіант назви — Скін. Цей подвиг відображений на гербі вождів клану Скін — там зображено на щиті голови трьох вовків насаджені на кинджали, які ще називаються в Шотландії «діркс».
Першим вождем клану Скін, що відомий з історичних документів був Джон де Скін (шотл. — John de Skeen) — він жив під час правління короля Шотландії Малькольма III. Після того, як Малькольм III помер, вождь клану Скін Дональда Бейна (гельск. — Donald Bane) в його претензіях на трон на противагу Едгару, що став пізніше королем Шотландії. У результаті цього були конфісковані землі клану Скін. Ці землі були повернені тільки тоді, коли клан Скін приєднався до армії короля Шотландії Олександра I, що виступив проти повстанців на півночі країни в 1118 році.
Онук Джона де Скіна — Джон де Скін, отримав землі в нагороду за службу від короля Шотландії Олександра III.

### ХІІІ— XIV століття
У 1296 році король Англії Едвард І Довгоногий, користуючись тим, що трон Шотландії виявився вакантним, захопив Шотландію і змусив вождів шотландських кланів присягнути йому на вірність і підписати відповідний документ — «Рагман Роллс». У цьому документі є ім'я сина Джона де Скіна — Патріка де Скіна. Але потім Патрік де Скін підтримав повстання Роберта Брюса за незалежність Шотландії. За це, після перемоги Роберт Брюс дарував вождю клану Скін титул барона.

### XV—XVI століття
У 1411 році Адам де Скін був убитий під час битви під Харлоу. Через чотири покоління Олександр Скін-де-Скін загинув під час битви під Флодден у 1513 році. Ще один лерд Скін був убитий під час битви під Пінкі Клев у 1547 році.
Виникли інші гілки клану Скін — Скін Курріхілл та Скін Галлйярдс. Джон Скін — лорд Курріхілл був відомим адвокатом XVI століття, що в 1594 році отримав посаду судді Верховного Суду Шотландії. Він був посвячений у лицарі королем Шотландії Джеймсом VI. Його син отримав титул баронета Нової Шотландії в 1626 році. Його другий син — Джон Скін Галлйярдс став суддею і отримав високу посаду лорд-клерк Верховного суду. Філіп Скін Галлйярдс заснував місто Скінборо на берегах озера Шамплейн (Канада).

### XVII століття
Під час громадянської війни на Британських островах клан Скін підтримав роялістів і короля Англії та Шотландії Карла І. Через це після перемоги Олівера Кромвеля вожді клану Скін змушені були покинути Шотландію. Багато людей клану Скін перебували на службі в короля Швеції Густава Адольфа і брали участь у складі армії Швеції у Тридцятилітній війні.

### XVIII— ХІХ століття
Пряма лінія вождів клану Скін вимерла в 1827 році. Маєтки і землі вождів клану Скін успадкував племінник вождя клану Скін — Джеймс Дафф — IV граф Файф.
Ще одна відома гілка клану Скін — Скін Рубіслоу. Джеймс Скін  був близьким другом письменника Вальтера Скотта, і, як кажуть, подав ідею Вальтеру Скотту до написання романів «Айвенго» та «Квентін Дорвард».
Вільям Форбс Скін був відомим шотландським письменником та істориком, що був призначений історіографом королівства Шотландія в 1881 році.

## Замки клану Скін
Резиденцією вождів клану Скін був замок Скін, але після того, як головна лінія вождів клану Скін вимерла у 1827 році, замок перейшов у власність до графа Файф.

## Септи клану Скін
Карістон, Дайс, Галлйярд, Карні.